# 1727
| [ Edytuj tabelę ]              | |
| Król Polski                    | - 1709 August II Mocny 1733 |
| Król Afganistanu               | - 1725 Aszraf Chan 1729 |
| Współksiążęta Andory           | - 1714 Simeó de Guinda y Apéztegui 1737 - 1715 Ludwik XV 1774                                                                                    |
| Elektor Bawarii                | - 1726 Karol Albert 1745 |
| Sułtan Brunei                  | - 1705 Hussin Kamaluddin 1730 |
| Cesarz Chin                    | - 1722 Yongzheng 1735 |
| Król Czech                     | - 1711 Karol VI Habsburg 1740 |
| Król Danii                     | - 1699 Fryderyk IV 1730 |
| Dalajlama                      | - 1708 Kelzang Gjaco 1757 |
| Cesarz Etiopii                 | - 1721 Bekaffa 1730 |
| Król Francji                   | - 1715 Ludwik XV 1774 |
| Król Hiszpanii                 | - 1724 Filip V 1746 |
| Landgraf Hesji-Kassel          | - 1670 Karol I Heski 1730 |
| Stadhouder Holandii            | - 1702 drugi okres bez stadhoudera 1747 |
| Szach Iranu                    | - 1725 Aszraf Chan 1729 |
| Państwo Wielkich Mogołów       | - 1720 Mohammed Szah 1748 |
| Król Irlandii                  | - 1714 Jerzy I Hanowerski 1727 - 1727 Jerzy II Hanowerski 1760                                                                                   |
| Cesarz Japonii                 | - 1709 Nakamikado 1735 |
| Kalif                          | - 1703 Ahmed III 1736 |
| Patriarcha Konstantynopola     | - 1726 Paisjusz II 1732 |
| Władca Korei                   | - 1724 Yŏngjo 1776 |
| Książę Liechtensteinu          | - 1721 Józef Jan 1732 |
| Sułtan Maroka                  | - 1672 Maulaj Isma’il 1727 - 1727 Abu al-Abbas Ahmad II 1728                                                                                     |
| Książę Monako                  | - 1701 Antoni I 1731 |
| Król Nawarry                   | - 1710 Ludwik XV 1774 |
| Król Norwegii                  | - 1699 Fryderyk IV 1730 |
| Sułtan Omanu                   | - 1724 Muhammad ibn Nasir 1728 |
| Elektor Palatynatu             | - 1716 Karol III Filip 1742 |
| Papież                         | - 1724 Benedykt XIII 1730 |
| Książę Parmy i Piacenzy        | - 1694 Franciszek 1727 - 1727 Antoni 1731 |
| Król Portugalii                | - 1706 Jan V 1750 |
| Król w Prusach                 | - 1713 Fryderyk Wilhelm I 1740 |
| Car Rosji                      | - 1725 Katarzyna I 1727 - 1727 Piotr II 1730 |
| Cesarz Rzymski (niemiecki)     | - 1711 Karol VI Habsburg 1740 |
| Kapitanowie Regenci San Marino | - 1726 Valerio Maccioni Pier Antonio Ugolini 1727 - 1727 Giuseppe Onofri Tommaso Ceccoli 1727 - 1727 Gentile Maria Maggio Giovanni Martelli 1728 |
| Elektor Saksonii               | - 1694 Fryderyk August I (król Polski) 1733 |
| Król Sardynii                  | - 1720 Wiktor Amadeusz II 1730 |
| Król Szwecji                   | - 1720 Fryderyk I Heski 1751 |
| Król Tajlandii                 | - 1709 Tai Sa 1733 |
| Sułtan Turków                  | - 1703 Ahmed III 1730 |
| Doża Wenecji                   | - 1722 Sebastiano Mocenigo 1732 |
| Król Węgier                    | - 1711 Karol III 1740 |
| Monarcha Wielkiej Brytanii     | - 1714 Jerzy I 1727 - 1727 Jerzy II 1760 |
| Premier Wielkiej Brytanii      | - 1721 Robert Walpole 1742 |

Rok 1727 / MDCCXXVII
stulecia: XVII wiek ~
XVIII wiek ~
XIX wiek

lata: 1717 «
1722 «
1723 «
1724 «
1725 «
1726 «
1727
» 1728
» 1729
» 1730
» 1731
» 1732
» 1737

## Wydarzenia w Polsce
- 27 maja – otwarto dla publiczności Ogród Saski w Warszawie.

## Wydarzenia na świecie
- 11 lutego – II wojna angielsko-hiszpańska: wojska hiszpańskie rozpoczęły oblężenie twierdzy Gibraltar.
- 27 maja – objęcie tronu Cara Rosji przez Piotra II Romanowa.
- 11 czerwca – Jerzy II Hanowerski został królem Wielkiej Brytanii.
- 13 sierpnia – symboliczny początek ekumenizmu - osadnicy ze wspólnoty religijnej założonej przez Nikolausa von Zinzendorfa w Herrnhut pomimo różnic doktrynalnych i wyznaniowych przystąpili wspólnie do Komunii Świętej.
- 23 sierpnia – Rosja i Chiny zawarły traktat kiachtański, regulujący wspólną granicę.
- 11 października – Jerzy II został koronowany na króla Wielkiej Brytanii.

## Urodzili się
- 2 stycznia – James Wolfe, generał brytyjski, brał udział w bitwie pod Culloden (zm. 1759)
- 8 lutego - Ludwik Józef de Mathy, polski duchowny katolicki, biskup pomocniczy poznański (zm. 1802)
- 18 lutego – Efraim Szreger, polski architekt niemieckiego pochodzenia, przedstawiciel wczesnego klasycyzmu (zm. 1783)
- 28 marca – Maksymilian III Józef, elektor Bawarii (zm. 1777)
- 30 marca – Jean-Georges Noverre, francuski tancerz i choreograf, solista scen Europy, reformator sztuki baletowej (zm. 1810)
- 7 kwietnia – Michel Adanson, francuski przyrodnik szkockiego pochodzenia (zm. 1806)
- 20 kwietnia – Tadeusz Kuntze, malarz (zm. 1793)
- 25 kwietnia – Pasquale Anfossi, włoski kompozytor (zm. 1797)
- 26 kwietnia – Charles Jenkinson, 1. hrabia Liverpool, brytyjski arystokrata i polityk (zm. 1808)
- 29 kwietnia – Jean-Georges Noverre, francuski tancerz i choreograf, reformator sztuki baletowej (zm. 1810)
- 10 maja – Anne-Robert-Jacques Turgot, główny kontroler finansów, generalny kontroler finansów u Ludwika XVI (zm. 1781)
- 22 lipca – Ignacy Jakub Massalski, biskup wileński (zm. 1794)
- 25 lipca – Ludwik Antoni Burbon, infant Hiszpanii, kardynał-diakon w Rzymie, arcybiskup Toledo, prymas Hiszpanii, hrabia Chinchón, Grand Hiszpanii (zm. 1785)
- 14 sierpnia – Anna Henrietta Burbon, najstarszą (wraz z siostrą bliźniaczką Ludwiką Elżbietą) córką Ludwika XV (zm. 1752)
- 30 sierpnia – Giovanni Domenico Tiepolo – włoski malarz, rysownik i grafik okresu rokoka (zm. 1804)
- 7 października – William Samuel Johnson, amerykański prawnik, polityk, senator ze stanu Connecticut (zm. 1819)
- 9 października – David Murray, 2. hrabia Mansfield, brytyjski arystokrata, polityk i dyplomata szkockiego pochodzenia (zm. 1796)
- 5 listopada – Ginés Andrés de Aguirre, hiszpański malarz neoklasyczny (zm. 1800)
- 23 listopada – Michael Ignatius Klahr (młodszy), rzeźbiarz (zm. 1807)

## Zmarli
- 31 marca – Isaac Newton, angielski fizyk i matematyk (ur. 1643)
- 17 maja – Katarzyna I Aleksiejewna, caryca Rosji (ur. 1683 lub 1684)
- 9 lipca – Weronika Giuliani, włoska klaryska kapucynka, mistyczka, stygmatyczka, święta katolicka (ur. 1660)
- 5 września – Krystyna Eberhardyna Hohenzollernówna, tytularna królowa Polski, żona Augusta II (ur. 1671)

## Święta ruchome
- Tłusty czwartek: 20 lutego
- Ostatki: 25 lutego
- Popielec: 26 lutego
- Niedziela Palmowa: 6 kwietnia
- Wielki Czwartek: 10 kwietnia
- Wielki Piątek: 11 kwietnia
- Wielka Sobota: 12 kwietnia
- Wielkanoc: 13 kwietnia
- Poniedziałek Wielkanocny: 14 kwietnia
- Wniebowstąpienie Pańskie: 22 maja
- Zesłanie Ducha Świętego: 1 czerwca

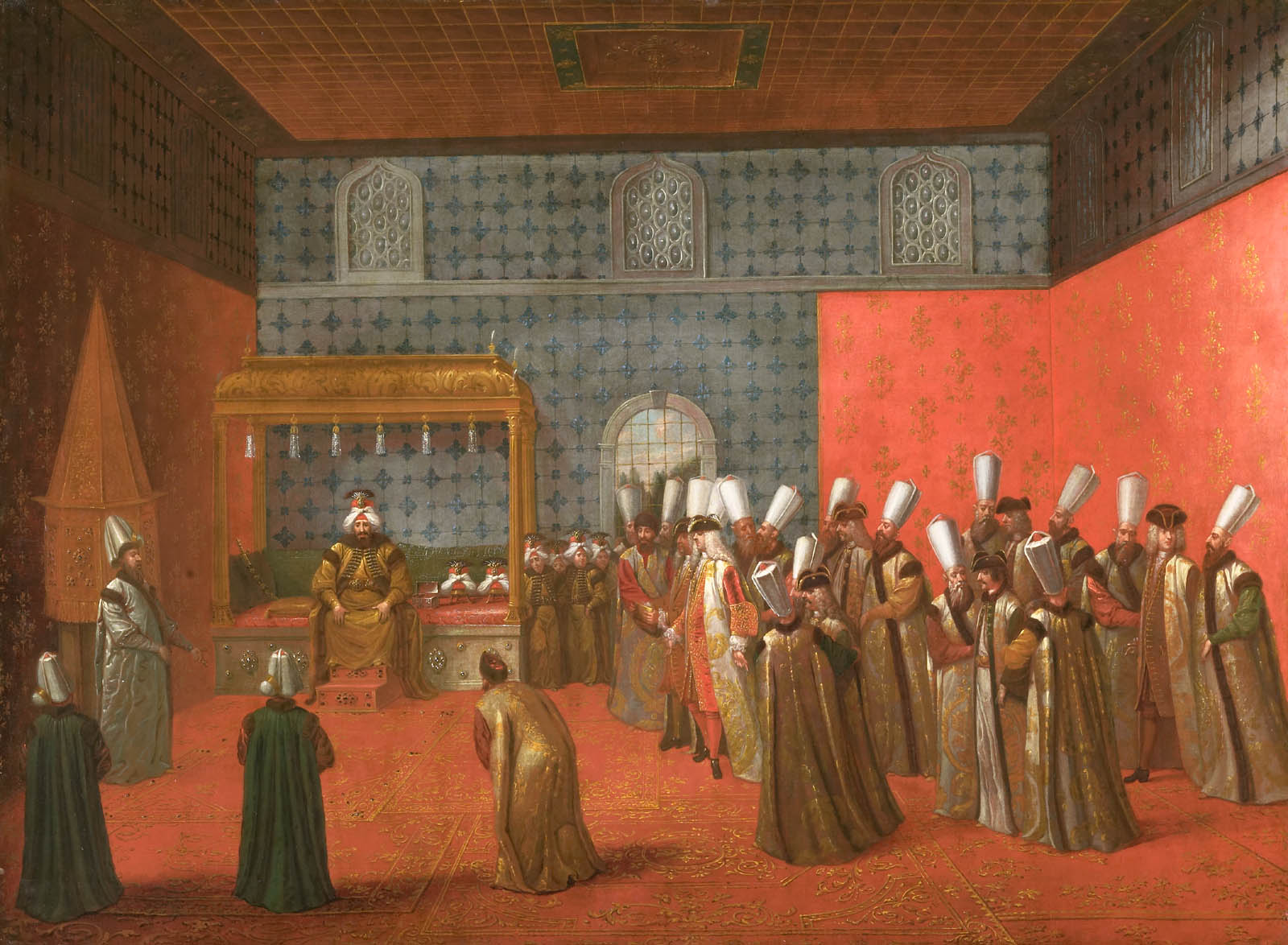
ambasador Holandii Cornelis Calkoen na audiencji u sułtana Ahmeda III A.D. 1727

- Boże Ciało: 12 czerwca